# 金のないユダヤ人
金のないユダヤ人（英語: Jews Without Money）は、社会主義作家であるとともに文芸評論家でもあるマイク・ゴールドによる1930年のアメリカ合衆国の小説である。世界恐慌が始まった直後、ホレイス・リバライトによって出版された 。この小説は、ニューヨーク市ロウアー・イースト・サイドの貧しい世界において成長することについて、フィクション化された自叙伝を描いたものであり、1890年代から始まる。『金のないユダヤ人』は、すぐに成功し、最初の数年に多くの増刷を重ね、14か国語以上に翻訳された。本書は、アメリカのプロレタリア文学のプロトタイプとなった。

## あらすじ
『金のないユダヤ人』は、主に東ヨーロッパからのユダヤ人移民が居住するスラム内という設定になっている。主人公マイケルの父は、鉛中毒を患うペンキ塗り職人である。彼が足場から落ちたとき障害を負い、もはや働けなかった。彼の事業は失敗し、その家族は貧困に追いやられた。その夫人は、レストランで働くことを求める必要があった。マイケルは聡明な少年であったが、若い彼は「学校を去らなければならない」と決意する。本書の最後のページにおいて、この貧しいユダヤ人の少年は、労働者階級を解放するマルクス主義のプロレタリア革命の到来を祈る。
本書の著者注記において、ゴールドは、「私は、本書でニューヨークのとあるゲットーにおけるユダヤ人の貧困の物語を伝えた。同様のお話は、世界中にある100の他のゲットーのものでもありうる。数世紀に渡ってユダヤ人は、このユニバーサルなゲットーで暮らしてきた」と書いている。